# 1900
1900. је била проста година.

## Догађаји

### Јануар
- 1. јануар — Нигерија постаје британски протекторат.
- 24. јануар — Битка код Спајон Копа

### Фебруар
- 18. фебруар — Почела је битка код Пардеберга, у којој су Бури претрпели први велики пораз у рату са Британцима.
- 27. фебруар — Британске трупе под командом лорда Хорејшија Киченера однеле су пресудну победу над Бурима у бици код Парденберга.
- 27. фебруар — Основана је британска Лабуристичка партија.

### Април
- 14. април — Отворена је Светска изложба у Паризу.

### Мај
- 14. мај — У Паризу су отворене Летње олимпијске игре 1900., друге модерне Олимпијске игре и прве на којима су учествовале жене.

### Јун
- 13. јун — У Кини почео Боксерски устанак, побуна сељака и градске сиротиње против страног капитала и домаћих феудалаца.
- 14. јун — Хаваји су постали територија САД.

### Јул
- 2. јул — Гроф Фердинанд фон Цепелин извршио је први лет дирижаблом над Боденским језером у јужној Немачкој.
- 14. јул — Војске Алијансе осам држава су заузеле Тјенцин током Боксерског устанка.
- 29. јул — Анархиста Гаетано Бреши у Монци убио италијанског краља Умберта I.

### Септембар
- 17. септембар — Британска краљица Викторија I потписала документ којим је Аустралија ушла у Комонвелт.

### Децембар
- 14. децембар — Немачки физичар Макс Планк објавио "Квантну теорију", према којој енергија радијације потиче из невидљивих делића, кваната, и није континуирана, како се раније мислило.

## Рођења

### Јануар
- 4. јануар — Џејмс Бонд, амерички орнитолог
- 6. јануар — Марија Карађорђевић, југословенска краљица

### Фебруар
- 12. фебруар — Василиј Чујков, маршал Совјетског Савеза

### Март
- 2. март — Миливоје Живановић, српски глумац. († 1976)
- 19. март — Фредерик Жолио-Кири, француски физичар
- 26. март — Самјуел Кистлер, амерички научник. (†1975).

### Април
- 25. април — Волфганг Паули, аустријски физичар
- 26. април — Чарлс Рихтер амерички сеизмолог, творац Рихтерове скале 1935. године.
- 28. април — Хајнрих Милер, немачки полицијски званичник, шеф Гестапоа

### Мај
- 15. мај — Ида Роудс, америчка математичарка

### Јун
- 5. јун — Денис Габор, мађарско-британски физичар
- 7. јун — Родољуб Чолаковић, југословенски политичар, учесник шпанског грађанског рата и народни херој. († 1983)
- 17. јун — Мартин Борман, немачки политичар
- 29. јун — Антоан де Сент Егзипери, француски пилот и песник

### Јул
- 29. јул — Ејвинд Јонсон, шведски књижевник

### Август
- 25. август — Ханс Адолф Кребс, немачки лекар и биохемичар

### Септембар
- 3. септембар — Урхо Кеконен, фински политичар

### Октобар
- 7. октобар — Хајнрих Химлер, немачки политичар. († 1945)

### Новембар
- 8. новембар — Маргарет Мичел, америчка књижевница

### Децембар
- 3. децембар — Рихард Кун, аустријски хемичар

## Смрти

### Јануар
- 20. јануар — Џон Раскин, енглески сликар и критичар уметности

### Март
- 6. март — Готлиб Дајмлер, немачки инжењер (* 1834)

### Мај
- 4. мај — Огастус Пит Риверс, енглески археолог

### Јун
- 3. јун — Мери Кингсли, енглески путописац и истраживач

### Јул
- 29. јул — Умберто I од Италије, краљ Италије

### Август
- 8. август — Емил Шкода, чешки индустријалац. (*1839).
- 12. август — Вилхелм Штајниц, аустријски шахиста и светски првак у шаху (*17. мај 1836)
- 25. август — Фридрих Ниче, немачки филозоф
- 30. август — Владимир Соловјов, руски филозоф и песник

### Новембар
- 30. новембар — Оскар Вајлд, ирски књижевник

## Нобелове награде
- Физика — Нобелове награде почеле су да се додељују 1901. године
- Хемија — Нобелове награде почеле су да се додељују 1901. године
- Медицина — Нобелове награде почеле су да се додељују 1901. године
- Књижевност — Нобелове награде почеле су да се додељују 1901. године
- Мир — Нобелове награде почеле су да се додељују 1901. године
- Економија — Награда у овој области почела је да се додељује 1969. године